# Исчезнувшие населённые пункты Ивановской области/Лежневский район
Исчезнувшие населённые пункты Ивановской области/Лежневский район
- Авдотцыно Малое, Чёрнцкий с/с, № 483 от 26.10.1964
- Антухово, Лежневский с/с, № 483 от 26.10.1964
- Ануфриево, Воскресенский с/с, № 86 от 17.02.1972
- Вельково, Златоустовский с/с, № 21/16 от 12.12.1977
- Высоково, Щаповский с/с, № 483 от 26.10.1964
- Голиковка, Воскресенский с/с, № 20/11 от 15.11.1976
- Григорово, Лежневский с/с, № 86 от 17.02.1972
- Емельянки, Лежневский с/с, № 86 от 17.02.1972
- Заболотново, Чёрнцкий с/с, № 20/11 от 15.11.1976
- Исаково, Михеевский с/с, № 483 от 26.10.1964
- Клетищи, Растилковский с/с, № 17/9 от 11.11.1979
- Кукарино, Задниковский с/с, № 25/17 от 16.12.1975
- Лепешки, Чёрнцкий с/с, № 338 от 21.12.1981
- Ломы, Чёрнцкий с/с, № 20/11 от 15.11.1976
- Мальцево, Лежневский с/с, № 664 от 20.11.1972
- Марковицы, Щаповский с/с, № 20/11 от 15.11.1976
- п. Михеевского ДОЗа, Растилковский с/с, № 20/11 от 15.11.1976
- Наседки, Лежневский с/с, № 483 от 26.10.1964
- Пальцево Большое, Сабиновский с/с, № 152 от 17.07.1997
- Пальцево Малое, Анисимовский с/с, № 483 от 26.10.1964
- Папулино, Анисимовский с/с, № 664 от 20.11.1972
- Пахота, Анисимовский с/с, № 86 от 17.02.1972
- Пежа, Задниковский с/с, № 25/17 от 16.12.1975
- Перевозново, Щаповский с/с, № 86 от 17.02.1972
- Перепечино Малое, Лежневский с/с, № 483 от 26.10.1964
- Пестрецы, Чёрнцкий с/с, № 17/9 от 11.11.1979
- Пещериха, Растилковский с/с, № 9/20 от 24.04.1978
- Развалиха, Растилковский с/с, № 9/20 от 24.04.1978 СУЩЕСТВУЕТ?
- Романово, Златоустовский с/с, № 483 от 26.10.1964
- Седиково, Растилковский с/с, № 664 от 20.11.1972
- Соловариха, Анисимовский с/с, № 664 от 20.11.1972
- Стареево, Рожновский с/с, № 483 от 26.10.1964
- Тимонино, Воскресенский с/с, № 809 от 9.12.1974
- п. Лежневской фабрики, Чёрнцкий с/с, № 20/11 от 15.11.1976
- Хонино, Анисимовский с/с, № 483 от 26.10.1964
- Щитницы, Лежневский с/с, № 483 от 26.10.1964